# Mittaghorn (Sertig)
Das Mittaghorn, zuweilen auch als Mittagshorn bezeichnet, ist ein 2735 Meter hoher Berg im Schweizer Kanton Graubünden. Es bildet zusammen mit den benachbarten Gipfeln Plattenflue (3013 m) und Hoch Ducan (3063 m).  die südliche Begrenzung des Sertigtals und liegt auf den Gebieten der Gemeinden Davos (deutschsprachig) und Bergün Filisur (romanischsprachig).

## Geologie

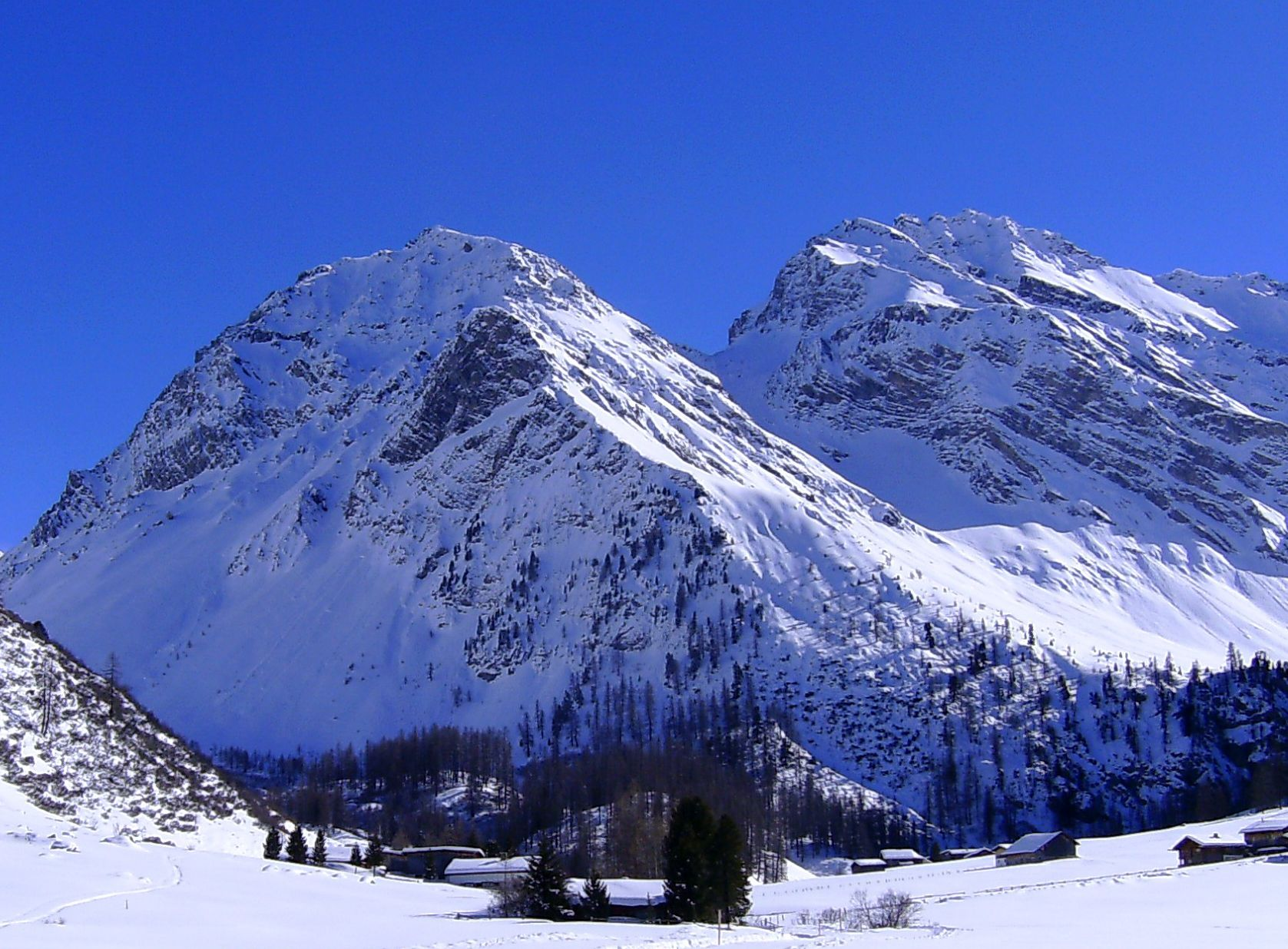
Mittaghorn (links) und Plattenflue (rechts) von Sertig-Sand

Das Mittaghorn ist aus kräftigen Falten und Bänken überwiegend aus Sedimentgestein gebildet. Charakteristisch sind die stark gezackten Gräte und weit ausladenden, aus Kalkstein, Schiefer und Dolomit bestehenden Schutt- und Geröllhalden. Am nordöstlichen Fuss hat sich der Chüealpbach tief in den Fels eingegraben. Das Gestein enthält eine Vielzahl von Mineralien, beispielsweise Cerussit (Weissbleierz), Galenit (Bleiglanz), Dolomit,  Quarz, Magnetit, Smithsonit und Sphalerit (Zinkblende).
In einigen Felsenschichten am Mittaghorn wurden förderungswürdige blei- und zinkhaltige Gänge und Adern gefunden. Diese Erze wurden in den 1400er, 1500er und 1600er Jahren aus zwei Gruben in 2200 Meter Höhe gewonnen. Aufgrund nachlassender Ergiebigkeit, schwieriger Verhüttungs- und Lagerungsbedingungen sowie langer Transportwege erwies sich der Abbau der Erze jedoch als unwirtschaftlich und wurde schliesslich ganz eingestellt.